# Филлс, Бобби
Бобби Филлс (англ. Bobby Phills; 20 декабря 1969, Батон-Руж — 12 января 2000, Шарлотт, Северная Каролина) — американский баскетболист, игравший на позиции атакующего защитника, выступавший в НБА за клубы «Кливленд Кавальерс» и «Шарлотт Хорнетс».

## Колледж
Филлс учился в Южном университете в Батон-Руж, штат Луизиана, и был членом братства Alpha Phi Alpha. Он лидировал в NCAA по количеству трехочковых бросков за игру (4,39) в последний год обучения.

## Карьера в НБА
Филлс был выбран во втором раунде драфта НБА 1991 года под 45-м номером командой «Милуоки Бакс», но в декабре 1991 года покинул клуб, не сыграв ни одной игры за «Бакс», Филлс некоторое время играл за «Су-Фолс Скайфорс» из Континентальной баскетбольной ассоциации, прежде чем был подписан «Кливленд Кавальерс» и вернулся в НБА в конце сезона 1991/1992. За свою девятилетнюю карьеру он в среднем набирал 11,0 очков, 3,1 подбора и 2,7 передач за игру. Он был известен как защитник, в среднем совершая 1,9 перехвата за игру, и как превосходный снайпер с процентом трехочковых бросков 39,0% за карьеру.

## Стиль игры
Хотя он сделал себе имя как снайпер во время своей студенческой карьеры, Филлс стал известен как цепкий крайний защитник в НБА. При росте 196 см и весе 91 кг, как говорили, он больше напоминал лайнбекера НФЛ, чем баскетболиста. В 1996 году Майкл Джордан заметил, что Филлс был самым жестким защитником, с которым он когда-либо сталкивался.

## Смерть
12 января 2000 года, будучи игроком «Шарлотт Хорнетс», Филлс погиб в автокатастрофе в Шарлотте, штат Северная Каролина. Филлс ехал позади товарища по команде Дэвида Уэсли на скорости более 160 км/ч, когда его Porsche развернуло и он выехал на встречную полосу. Он врезался в другую машину, которая, в свою очередь, врезалась в заднюю часть минивэна. Водители двух других автомобилей выздоровели, а Филлс был объявлен мертвым на месте происшествия. В полицейском отчете говорится, что Филлс и Уэсли вели машину «хаотично, безрассудно, небрежно, халатно или агрессивно». Позже Уэсли был признан виновным в безрассудном вождении после того, как с него сняли обвинение в гонках.

## Личная жизнь
У Филлса остались родители, жена Кендалл и трое детей: дочь Бриттани Диксон, сын Бобби Рэй Филлс III, известный как Трей, и дочь Керсти. Трей получил признание по всему штату в Северной Каролине, играя за христианскую школу Шарлотт. Он играл в баскетбол в колледже за «Йель Бульдогс», а сейчас играет за «Гринсборо Сворм» в Джи-Лиге НБА. Керсти в настоящее время является студенткой второго курса в Университете побережья залива Флориды.

## Память
9 февраля 2000 года, во время перерыва игры против бывшей команды Филлса, «Кавальерс», «Хорнетс» вывели из обращения номер 13, под которым выступал Филлс. Это стало первым номером, который франшиза «Хорнетс» когда-либо выводила из обращения. Товарищи по команде «Хорнетс» Филлса также носили нашивку с его номером 13 на своих майках до конца сезона 1999/2000 . Его майка висела на стропилах «Шарлотт Колизеум», пока франшиза не переехала в Новый Орлеан в 2002 году; затем она демонстрировалась на арене Нового Орлеана до 2013 года. В 2004 году в НБА появилась команда расширения — «Шарлотт Бобкэтс». После того, как команда Нового Орлеана переименовала себя в «Нью-Орлеан Пеликанс», тем самым отказавшись от названия «Хорнетс» и своей предыдущей истории в Шарлотте, «Бобкэтс» стали «Хорнетс» и объединили прошлые владения команды в новую историю франшизы. 1 ноября 2014 года недавно переименованная команда вновь почтила номер Филлса; в настоящее время она висит на стропилах «Спектрум-центра».

## Статистика в НБА
| Сезон                                                                                    | Команда  | Регулярный сезон | Регулярный сезон | Регулярный сезон | Регулярный сезон | Регулярный сезон | Регулярный сезон | Регулярный сезон | Регулярный сезон | Регулярный сезон | Регулярный сезон | Регулярный сезон | Серия плей-офф | Серия плей-офф | Серия плей-офф | Серия плей-офф | Серия плей-офф | Серия плей-офф | Серия плей-офф | Серия плей-офф | Серия плей-офф | Серия плей-офф | Серия плей-офф |
| Сезон                                                                                    | Команда  | GP               | GS               | MPG              | FG%              | 3P%              | FT%              | RPG              | APG              | SPG              | BPG              | PPG              | GP             | GS             | MPG            | FG%            | 3P%            | FT%            | RPG            | APG            | SPG            | BPG            | PPG            |
| ---------------------------------------------------------------------------------------- | -------- | ---------------- | ---------------- | ---------------- | ---------------- | ---------------- | ---------------- | ---------------- | ---------------- | ---------------- | ---------------- | ---------------- | -------------- | -------------- | -------------- | -------------- | -------------- | -------------- | -------------- | -------------- | -------------- | -------------- | -------------- |
| 1991/92                                                                                  | Кливленд | 10               | 0                | 6,5              | 42,9             | 0,0              | 63,6             | 0,8              | 0,4              | 0,3              | 0,1              | 3,1              | 5              | 0              | 2,4            | 44,4           | 0,0            | 75,0           | 1,2            | 1,0            | 0,2            | 0,0            | 2,2            |
| 1992/93                                                                                  | Кливленд | 31               | 0                | 4,5              | 46,3             | 40,0             | 60,0             | 0,5              | 0,3              | 0,3              | 0,1              | 3,0              | 2              | 0              | 4,5            | 33,3           | —              | 100,0          | 0,0            | 0,0            | 0,0            | 0,0            | 2,0            |
| 1993/94                                                                                  | Кливленд | 72               | 53               | 21,3             | 47,1             | 8,3              | 72,0             | 2,9              | 1,8              | 0,9              | 0,2              | 8,3              | 3              | 2              | 22,7           | 37,5           | 100,0          | 50,0           | 4,7            | 2,3            | 0,7            | 0,0            | 6,7            |
| 1994/95                                                                                  | Кливленд | 80               | 79               | 31,3             | 41,4             | 34,5             | 77,9             | 3,3              | 2,3              | 1,4              | 0,3              | 11,0             | 4              | 4              | 36,5           | 44,2           | 57,1           | 75,0           | 3,0            | 1,5            | 2,3            | 0,0            | 14,3           |
| 1995/96                                                                                  | Кливленд | 72               | 69               | 35,1             | 46,7             | 44,1             | 77,5             | 3,6              | 3,8              | 1,4              | 0,4              | 14,6             | 3              | 3              | 32,0           | 37,1           | 20,0           | 25,0           | 4,7            | 2,0            | 0,7            | 0,3            | 9,7            |
| 1996/97                                                                                  | Кливленд | 69               | 65               | 34,4             | 42,8             | 39,4             | 71,8             | 3,6              | 3,4              | 1,6              | 0,3              | 12,6             | Не участвовал  | Не участвовал  | Не участвовал  | Не участвовал  | Не участвовал  | Не участвовал  | Не участвовал  | Не участвовал  | Не участвовал  | Не участвовал  | Не участвовал  |
| 1997/98                                                                                  | Шарлотт  | 62               | 61               | 30,4             | 44,6             | 38,6             | 75,7             | 3,5              | 3,0              | 1,3              | 0,3              | 10,4             | 9              | 9              | 29,9           | 39,1           | 29,4           | 25,0           | 2,6            | 2,7            | 1,1            | 0,2            | 6,3            |
| 1998/99                                                                                  | Шарлотт  | 43               | 43               | 36,6             | 43,3             | 39,5             | 68,5             | 4,0              | 3,5              | 1,4              | 0,6              | 14,3             | Не участвовал  | Не участвовал  | Не участвовал  | Не участвовал  | Не участвовал  | Не участвовал  | Не участвовал  | Не участвовал  | Не участвовал  | Не участвовал  | Не участвовал  |
| 1999/2000                                                                                | Шарлотт  | 28               | 9                | 29,5             | 45,4             | 33,0             | 72,3             | 2,5              | 2,8              | 1,5              | 0,3              | 13,6             | Не участвовал  | Не участвовал  | Не участвовал  | Не участвовал  | Не участвовал  | Не участвовал  | Не участвовал  | Не участвовал  | Не участвовал  | Не участвовал  | Не участвовал  |
|                                                                                          | Всего    | 467              | 379              | 28,7             | 44,3             | 39,0             | 73,8             | 3,1              | 2,7              | 1,3              | 0,3              | 11,0             | 26             | 18             | 23,1           | 39,9           | 33,3           | 60,0           | 2,7            | 1,8            | 0,9            | 0,1            | 6,8            |
| Наведите курсор мыши на аббревиатуры в заголовке таблицы, чтобы прочесть их расшифровку. |          |                  |                  |                  |                  |                  |                  |                  |                  |                  |                  |                  |                |                |                |                |                |                |                |                |                |                |                |